# Jenő Rátz
Jenő Rátz, madžarski general, * 20. september 1882, † 21. januar 1952.